# Vaux-Marquenneville
Vaux-Marquenneville är en kommun i departementet Somme i regionen Hauts-de-France i norra Frankrike. Kommunen ligger i kantonen Hallencourt som tillhör arrondissementet Abbeville. År 2022 hade Vaux-Marquenneville 80 invånare.

## Befolkningsutveckling
Antalet invånare i kommunen Vaux-Marquenneville
| Referens: INSEE |